# Famitsu
Famitsu (abréviation Fami, ファミ通) est un magazine de jeux vidéo japonais, disponible en quatre versions : Weekly, PlayStation, Xbox, Wii+DS. Le magazine traite de l'actualité des jeux, et publie des previews et tests dont les notes sont appréhendées par les joueurs du monde entier.
Paru pour la première fois en 1986 sous le nom de Family Computer Tsūshin (ファミリーコンピュータ通信, Famirīkonpyūta tsūshin, littéralement « informations sur la Family Computer »), le magazine se vend aujourd'hui à environ 800 000 exemplaires pour la version Weekly. Les autres versions sont mensuelles et se vendent entre 150 000 et 300 000 exemplaires chacune.

## Système de notation
Le magazine Famitsu possède un mode de notation peu répandu. En effet, plutôt que de donner une note sur 5, 10, 20, ou 100, Famitsu accorde des notes sur 40. De même, cette note ne se décompose pas en 4 notes différentes (une pour les graphismes, une pour la bande son, une pour la durée de vie/maniabilité, et une pour le scénario comme on peut y songer). En réalité Famitsu propose à 4 joueurs de livrer une note sur 10 puis ses impressions globales. Les quatre notes sont combinées pour ensuite donner une note sur 40. Pour les impressions, le magazine procède de la même manière,.

## Liste des jeux ayant obtenu la note maximale
Depuis la création du magazine, 29 jeux ont reçu la note de 40/40 :
| Jeux                                      | Compagnie                | Console(s)                         | Sortie |
| ----------------------------------------- | ------------------------ | ---------------------------------- | ------ |
| The Legend of Zelda: Ocarina of Time      | Nintendo                 | Nintendo 64                        | 1998   |
| SoulCalibur                               | Namco                    | Dreamcast                          | 1999   |
| Vagrant Story                             | Square                   | PlayStation                        | 2000   |
| The Legend of Zelda: The Wind Waker       | Nintendo                 | GameCube                           | 2002   |
| Nintendogs                                | Nintendo                 | Nintendo DS                        | 2005   |
| Final Fantasy XII                         | Square-Enix              | PlayStation 2                      | 2006   |
| Super Smash Bros Brawl                    | Nintendo                 | Nintendo Wii                       | 2008   |
| Metal Gear Solid 4: Guns of the Patriots  | Konami                   | PlayStation 3                      | 2008   |
| 428: The World Doesn't Change Even So     | Sega                     | Nintendo Wii                       | 2008   |
| Dragon Quest IX                           | Square Enix              | Nintendo DS                        | 2009   |
| Monster Hunter Tri                        | Capcom                   | Nintendo Wii                       | 2009   |
| Bayonetta                                 | Platinum Games           | Xbox 360                           | 2009   |
| New Super Mario Bros. Wii                 | Nintendo                 | Nintendo Wii                       | 2009   |
| Metal Gear Solid: Peace Walker            | Konami                   | PlayStation Portable               | 2010   |
| Pokémon Version Noire et Version Blanche  | Nintendo                 | Nintendo DS                        | 2010   |
| The Legend of Zelda: Skyward Sword        | Nintendo                 | Nintendo Wii                       | 2011   |
| The Elder Scrolls V: Skyrim''             | Bethesda                 | PS3, Xbox 360, PC, Nintendo Switch | 2011   |
| Final Fantasy XIII-2                      | Square Enix              | PS3, Xbox 360                      | 2011   |
| Kid Icarus: Uprising                      | Nintendo                 | Nintendo 3DS                       | 2012   |
| Yakuza 5                                  | Sega                     | PS3                                | 2012   |
| JoJo's Bizarre Adventure: All Star Battle | Namco Bandai             | PS3                                | 2013   |
| Grand Theft Auto V                        | Rockstar Games           | Xbox 360, PS3                      | 2013   |
| Metal Gear Solid V: The Phantom Pain      | Konami                   | PS4, Xbox One, PS3, Xbox 360       | 2015   |
| The Legend of Zelda: Breath of the Wild   | Nintendo                 | Nintendo Switch, Wii U             | 2017   |
| Dragon Quest XI                           | Square Enix              | PS4, Nintendo 3DS                  | 2017   |
| Death Stranding                           | Sony                     | PS4                                | 2019   |
| Ghost of Tsushima                         | Sucker Punch Productions | PS4                                | 2020   |
| The Legend of Zelda: Tears of the Kingdom | Nintendo                 | Nintendo Switch                    | 2023   |
| Street Fighter 6                          | Capcom                   | PS4, PS5, Xbox Series, PC          | 2023   |

Dans son édition du 1er décembre 2011 (no 1201), Famitsu attribua 40/40 à The Elder Scrolls V: Skyrim. Ce fut ainsi la première fois de l'histoire du magazine nippon qu'un jeu multi-support (Xbox 360 et PlayStation 3) obtint la note parfaite. Il aura fallu peu de temps au magazine pour attribuer un second 40/40 à un jeu multi-support, à savoir Final Fantasy XIII-2, seulement 2 semaines après l'annonce de la note ultime pour The Elder Scrolls V: Skyrim. The Elder Scrolls V: Skyrim fut le premier jeu d'origine occidentale à avoir eu 40/40. Près de deux ans s'écoulèrent avant de voir GTA V devenir le second (édition du 03 octobre 2013, n°1296).

## Liste des jeux ayant obtenu la note de 39/40
| Jeux                                     | Compagnie       | Console(s)                        |
| ---------------------------------------- | --------------- | --------------------------------- |
| The Legend of Zelda: A Link to the Past  | Nintendo        | SNES                              |
| Ridge Racer Revolution                   | Namco           | PlayStation                       |
| Virtua Fighter 2                         | Sega            | Saturn                            |
| Virtual On: Cyber Troopers               | Sega            | Dreamcast                         |
| Tekken 3                                 | Namco           | PlayStation                       |
| Super Mario 64                           | Nintendo        | Nintendo 64                       |
| Gran Turismo 3 A-spec                    | Sony            | PlayStation 2                     |
| Resident Evil Rebirth                    | Capcom          | GameCube                          |
| Gran Turismo 4                           | Sony            | PlayStation 2                     |
| Dragon Quest VIII                        | Square Enix     | PlayStation 2                     |
| Okami                                    | Capcom          | PlayStation 2                     |
| Kingdom Hearts 2                         | Square Enix     | PlayStation 2                     |
| Metal Gear Solid 3: Subsistence          | Konami          | PlayStation 2                     |
| Dead or Alive 4                          | Tecmo           | Xbox 360                          |
| The Legend of Zelda: Phantom Hourglass   | Nintendo        | Nintendo DS                       |
| Grand Theft Auto IV                      | Rockstar Games  | Xbox360/PS3                       |
| Call of Duty: Modern Warfare 2           | Activision      | Xbox360/PS3                       |
| Final Fantasy XIII                       | Square Enix     | Xbox360/PS3                       |
| Red Dead Redemption                      | Rockstar Games  | Xbox360/PS3                       |
| Naruto Shippūden: Ultimate Ninja Storm 2 | Namco Bandai    | Xbox360/PS3                       |
| Call of Duty: Black Ops                  | Activision      | Xbox360/PS3                       |
| L.A. Noire                               | Rockstar Games  | Xbox360/PS3                       |
| Tales of Xilia                           | Namco Bandai    | PS3                               |
| Gears of War 3                           | Microsoft Games | Xbox360                           |
| FIFA 12                                  | EA Sports       | Xbox360/PS3                       |
| Call of Duty: Modern Warfare 3           | Activision      | Xbox360/PS3                       |
| Tekken Tag Tournament 2                  | Namco Bandai    | Xbox360/PS3                       |
| Resident Evil 6                          | Capcom          | Xbox360/PS3                       |
| Metal Gear Rising: Revengeance           | Platinum Games  | Xbox360/PS3                       |
| Animal Crossing: New Leaf                | Nintendo        | Nintendo 3DS/Nintendo 3DS XL      |
| The Wonderful 101                        | Platinum Games  | Wii U                             |
| Uncharted 4: A Thief's End               | Naughty Dogs    | PS4                               |
| Persona 5                                | Atlus           | PS3/PS4                           |
| Yakuza 6                                 | Sega            | PS4                               |
| Nier: Automata                           | PlatinumGames   | PS4                               |
| Monster Hunter: World                    | Capcom          | PS4/Xbox One                      |
| Red Dead Redemption II                   | Rockstar Games  | PS4/Xbox One                      |
| Kingdom Hearts 3                         | Square Enix     | PS4/Xbox One                      |
| The Last of Us Part II                   | Naughty Dogs    | PS4                               |
| Elden Ring                               | FromSoftware    | PS5/Xbox Series, PS4/Xbox One, PC |
| Splatoon 3                               | Nintendo        | Nintendo Switch                   |

## Liste des meilleurs jeux selon les lecteurs
En 2006, Famitsu publie une liste de 100 jeux vidéo, désignés par les lecteurs du magazine. Ils ont élu les meilleurs jeux depuis la première console de jeux vidéo. Ci-dessous les 10 premiers.
1. Final Fantasy X (2001)
2. Final Fantasy VII (1997)
3. Dragon Quest III (1988)
4. Dragon Quest VIII (2004)
5. Machi (1998)
6. Final Fantasy IV (1991)
7. Tactics Ogre (1995)
8. Final Fantasy III (1990)
9. Dragon Quest VII (2000)
10. The Legend of Zelda: Ocarina of Time (1998)